# Boehmeria ramiflora
Boehmeria ramiflora är en nässelväxtart som beskrevs av Nikolaus Joseph von Jacquin. Boehmeria ramiflora ingår i släktet Boehmeria och familjen nässelväxter. Inga underarter finns listade i Catalogue of Life.